# Aquarela do Brasil (film)
Pour les articles homonymes, voir Aquarela do Brasil.
Pour plus de détails, voir Fiche technique et Distribution.
Aquarela do Brasil est un court métrage d'animation américain, sorti initialement le 24 août 1942 en Argentine comme une séquence de Saludos Amigos puis seul le 24 juin 1955. Il a été réalisé par Wilfred Jackson et produit par les studios Disney.

## Synopsis
José Carioca, un oiseau tropical multicolore propose à Donald de lui faire visiter le Brésil...

## Fiche technique
- Titre original : Aquarela do Brasil
- Série : Donald Duck
- Réalisateur : Wilfred Jackson
- Scénario : William Cottrell, Harry Reeves, Ted Sears
- Voix : Clarence Nash (Donald Duck), José Oliveira (José Carioca)
- Direction artistique : Herbert Ryman (couleur et style)
- Animateur[3] : Paul Allen, Les Clark, Milt Neil
- Layout : McLaren Stewart
- Effets d'animation: John McManus, Art Palmer
- Producteur : Walt Disney
- Société de production : Walt Disney Productions
- Distributeur : RKO Radio Pictures
- Date de sortie :
  - Première mondiale : 24 août 1942 en Argentine au sein de Saludos Amigos
  - Première aux États-Unis : 6 février 1943[1] au sein de Saludos Amigos
  - Sortie cinéma seul : 24 juin 1955[2],[3]
- Format d'image : Couleur (Technicolor)
- Son : Mono (RCA Sound System)
- Durée : 7 minutes
- Langue : Anglais
- Pays de production :  États-Unis